# Johan Rantzau
 Der er flere personer med dette navn, se Johan Rantzau (flertydig).
Johan Rantzau (tysk: Johann von Rantzau) (født 12. november 1492, død 12. december 1565) var feltherre for Frederik I og Christian III. Han var holstensk feltmarskal i 1523 og skrev sig til Breitenburg i 1526, Rethwisch i 1528, Mehlbek i 1528, Bothkamp i 1538 og Sturenhagen. Han erobrede Danmark for Frederik I og blev medlem af Danmarks rigsråd. Han erobrede Danmark på ny i Grevens Fejde og blev statholder for hertugdømmerne. Han var den første af slægten Rantzau, der tilhørte Breitenburg-linjen.

## Baggrund
Han blev født på Steinburg og var søn af Steinburgs amtmand Heinrich Rantzau (ca. 1434-1497) og Øllegard von Buchwaldt. Han studerede krigskunst i England og Spanien og deltog sammen med hertug Christian (senere kong Christian III) i rigsdagen i Worms i 1521, hvor Martin Luther forsvarede sig over for kejseren. Han blev gift i 1525 med Anna Gertsdatter Walstorp af Below (1505-1582).

## Karriere
Rantzau deltog i forhandlingerne med Christian 2. 1522 og rådede hertug Frederik (Frederik 1.) til at tage imod den danske krone.
Han kom i konflikt med Christian 3., da denne arvedelte.
Johan Rantzau ledede også den militære indsats og belejrede København og Malmø. For sin indsats fik han Krogen (det senere Kronborg) som len. 
Han bekæmpede Søren Norbys skånske oprør og besejrede hans bondehær i to slag ved Lund den 28. april 1525 og ved Bunketofte den 4. maj 1525.
Han besejrede lübeckerne ved Eutin i 1534, hvorefter de blev tvunget til at slutte fred med hertugdømmerne. Samme år indtog Johan Rantzau Aalborg, efter at bondehæren anført af Skipper Clement tidligere på året havde besejret adelshæren syd for Aalborg (ved Svenstrup). I forbindelse med slaget ved Aalborg d. 18. december 1534 myrdede Johan Rantzau og hans hær ca. 2000 af de forsvarende bønder, ligesom Rantzau på barbarisk vis gav byen fri til plyndring og kun skånede kvinder og børn. Herefter tvang Johan Rantzau jyderne til at arvehylde Christian 3. på Viborg landsting.
I foråret 1535 førte Johan Rantzau sin hær over Als og Helnæs til Fyn og Middelfart og tilføjede lübeckerne det afgørende nederlag i Slaget ved Øksnebjerg den 11. juni 1535.
Fra 1535 til 1540 var han lensmand på Riberhus.
Han døde på Breitenburg d. 12. dec. 1565 og er begravet i Itzehoe. Hans kone Anna døde i 1582 på Breitenburg og blev begravet i Itzehoe.